# Timotheus Ledóchowski

Timotheus Ledóchowski

Timotheus Ledóchowski (* 27. Jänner 1792 in Górki, Diözese Sandomir, Polen; † 17. Juli 1846 in Wien) war Offizier und Erzieher des späteren Kaisers Franz Joseph.

## Leben
Timotheus entstammt einem alten Geschlecht, welches unter den russischen Fürstengeschlecht Rurikiden (auch Rjurikiden) gedient und erstmals erwähnt wurde. Aus dieser Zeit stammt auch das Wappen der Ledóchowski. Er war ein Sohn des Gutsbesitzers, Philanthropen und Schriftstellers Antoni Ledóchowski (1755–1835). Ab 1806 besuchte er die Theresianische Ritterakademie und von 1812 bis 1815 die Ingenieursakademie. Von dort kam er als Fähnrich zum Infanterie-Regiment 2 und 1818 zum Ulanen-Regiment 2. Während des Troppauer Fürstenkongresses war er dem König von Preußen zugeteilt. 1838 wurde er Major im Husaren-Regiment 12 und Dienstkämmerer von Franz Karl von Österreich. Dieser beauftragte ihn mit der Erziehung seines Sohns Franz Joseph und dessen Brüder. Ledóchowski wurde 1841 zum Oberstleutnant befördert und ging zwei Jahre darauf als Oberst ad honores in den Ruhestand. Drei Jahre nach seinem fünfjährigen Dienst bei Franz Josef verstarb Timotheus 1846 in Wien.

## Beziehung zu Kaiser Franz Josef
Franz Josef war sehr mit Timotheus verbunden und empfand eine tiefe Zuneigung zu Timotheus. Aus den Briefen der Mutter geht hervor, dass Franz Josef bitterlich weinte, als Timotheus sich aus gesundheitlichen Gründen zurückziehen musste.
Zitate von jungen Franz Josef:
„Graf Ledóchowski speiste bei uns, was mich ungeheuer freute.“
„Graf Ledóchowski kam auf die Reitschule. Es tut mir jedes man Leid, wenn ich ihn wieder sehe, von ihm zum Teile getrennt zu sein.“
„Während Franz Josef mit dem kranken Ledóchowski litt und sich um ihn sorgte, berührten ihn die Leiden des anderen Erziehers des Grafen Bambelles wenig.“